# Ambassade de la Barbade en France
L'ambassade de la Barbade en France est la représentation diplomatique de la république de la Barbade auprès de la République française. Elle est située à Bruxelles, en Belgique, et son ambassadrice est, depuis 2024, Nicolla Simone Rudder.
L'ambassadeur, en résidence à Bruxelles, est accrédité auprès de la Belgique, de la France, du Luxembourg et auprès des institutions de l'Union européenne. Il est également délégué permanent auprès de l'Unesco.

## Liste des ambassadeurs
| Date de nomination | Date de nomination | Date de remise des lettres de créance | Date de remise des lettres de créance | Ambassadeur                    |
| ------------------ | ------------------ | ------------------------------------- | ------------------------------------- | ------------------------------ |
| ?                  |                    | 17 janvier 1990                       | [ JORF 1 ]                            | Rashid Orlando Marville        |
| ?                  |                    | 9 janvier 1997                        | [ JORF 2 ]                            | Michaël Ian King               |
| ?                  |                    | 23 mai 2003                           | [ JORF 3 ]                            | Errol Humphrey                 |
| ?                  |                    | 22 décembre 2011                      | [ JORF 4 ]                            | Samuel Jefferson Chandler (es) |
| ?                  |                    | 12 avril 2019                         | [ JORF 5 ]                            | Joy-Ann Skinner (en)           |
| ?                  |                    | 17 septembre 2024                     | [ JORF 6 ]                            | Nicolla Simone Rudder          |